# Medviđa
Medviđa falu Horvátországban Zára megyében. Közigazgatásilag Benkovachoz tartozik.

## Fekvése
Zárától légvonalban 46, közúton 58 km-re keletre, községközpontjától 19 km-re északkeletre, Dalmácia északi részén, Bukovica tájegységen fekszik.

## Története
Területe már a római korban is lakott volt, erről tanúskodik két ókori vár, Hadra és Sidrona maradványa, valamint az az 1905-ben itt talált határkő, amely a két vár közötti határt jelölte. Ezen kívül még két további ókori lelőhely (Gradina és Manastirina) található a határában. A környékbeli településekkel együtt 1527-ben elfoglalta a török. 1647-ben a kandiai háború során átmenetileg felszabadították a velencei hadak, de végleges felszabadítására csak 1683-ban Stojan Janković és Simon Bartolazzi vezetésével került sor. Medviđa neve valószínűleg Madi Milković hajdúvezérnek, a Krmpote és Parčići vidékének 1693-as telekosztási és betelepítési megbízottjának nevéből származik. 1696-ban a nini püspök egyházlátogatása során feljegyzi, hogy a falu Szent János temploma majdnem romos és a falutól két kilométerre van. 1710-ben a püspöki vizitáció a kőből épített oltáron kívül egy Szent Antal képet és egy fa keresztet említ a templom berendezéseként. Medviđa plébániáját 1855-ben alapították a Mária bemutatása tiszteletére szentelt plébániatemplom építésével egy időben. A plébániához Medviđán kívül Zelengrad falu is hozzá tartozott. A falu 1797-ig a Velencei Köztársaság része volt. Miután a francia seregek felszámolták a Velencei Köztársaságot a campo formiói béke értelmében osztrák csapatok szállták meg. 1806-ban a pozsonyi béke alapján az Első Francia Császárság Illír Tartományának része lett. 1815-ben a bécsi kongresszus újra Ausztriának adta, amely a Dalmát Királyság részeként Zárából igazgatta 1918-ig. A településnek 1857-ben 903, 1910-ben 1294 lakosa volt. Az első világháború után előbb a Szerb-Horvát-Szlovén Királyság, majd Jugoszlávia része lett. A második világháború idején 1941-ben a szomszédos településekkel együtt Olaszország fennhatósága alá került. Az 1943. szeptemberi olasz kapituláció után újra Jugoszlávia része lett. 1991-ben lakosságának 57 százaléka horvát, 41 százaléka szerb nemzetiségű volt. 1991 szeptemberében a település szerb igazgatás alá került és a Krajinai Szerb Köztársaság része lett. Plébániatemplomát a szerbek lerombolták, horvát lakossága elmenekült. 1995 augusztuságban a Vihar hadművelet során foglalta vissza a horvát hadsereg. Szerb lakossága elmenekült. A falunak 2011-ben 140 lakosa volt, akik főként mezőgazdasággal és állattartással foglalkoztak.

## Lakosság
| Lakosság változása | Lakosság változása | Lakosság változása | Lakosság változása | Lakosság változása | Lakosság változása | Lakosság változása | Lakosság változása | Lakosság változása | Lakosság változása | Lakosság változása | Lakosság változása | Lakosság változása | Lakosság változása | Lakosság változása | Lakosság változása |
| ------------------ | ------------------ | ------------------ | ------------------ | ------------------ | ------------------ | ------------------ | ------------------ | ------------------ | ------------------ | ------------------ | ------------------ | ------------------ | ------------------ | ------------------ | ------------------ |
| 1857               | 1869               | 1880               | 1890               | 1900               | 1910               | 1921               | 1931               | 1948               | 1953               | 1961               | 1971               | 1981               | 1991               | 2001               | 2011               |
| 903                | 999                | 1.021              | 1.204              | 1.263              | 1.294              | 1.375              | 1.403              | 1.170              | 1.212              | 1.211              | 1.124              | 917                | 688                | 199                | 140                |

## Nevezetességei
- Keresztelő Szent János tiszteletére szentelt temploma[5] az egy magaslaton fekvő temetőben áll. nagyszerű kilátás nyílik innen a környező tájra. A templom kőtömbökből épített egyhajós épület négyszögletes apszissal, csúcsos boltozattal. A szokatlanul magas harangtorony a nyugati homlokzat felett áll egy haranggal. A templomba a déli oldalon nyíló oldalkapun lehet bemenni, mely felett egyszerű faragott kereszt áll. A templom mellett középkori temető áll mintegy negyven régi síremlékkel.[6] A templom maga a 13. vagy a 14. században épült. 1694-ben teljesen megújították. A múltban ökumenikus szerepet játszott, hiszen görög és latin oltára is volt.[2]
- Mária bemutatása tiszteletére szentelt plébániatemploma 1855-ben épült.1990-ben megújították, de egy évvel később a JNA által támogatott szerb felkelők felrobbantották. 2002-ben a helyi horvátok újjáépítették, felszentelője Ivan Prenđa zárai érsek volt. A főoltár képén Mária templomba bemutatásának ábrázolása látható, ezen kívül még egy szembemiséző oltára van.[2]
- Szent Illés próféta tiszteletére szentelt óhorvát temploma Medviđa és Parčić között található. Középkorban épített egyhajós épület, félköríves apszissal. Rossz állapotban van, bár a tetőt 2003-ban felújították. Körülötte temető található.[2]
- Hadra és Sidrona ókori erődítmények maradványai.